# Šumski cereus
Šumski cereus (hilocereus, lat. Hylocereus), nekadašnji biljni rod, sinonim za Selenicereus u porodici kaktusa, sadrži od 12-18 vrsta koje dolaze iz srednje Amerike i Meksika i Hylocereus undatus koji je vrtna biljka u tropskim krajevima.
Hylocereus doseže 9 m visine. Isto tako često zna biti i epifitni.
Neki Hylocereusi imaju goleme cvjetove, preko 30 cm koji se otvaraju noću. Većina vrsta ima bijele cvjetove, ali Hylocereus stenopterus ima cvjetove crvene boje.

## Vrste
1. Hylocereus antiguensis Britton & Rose, 1920
2. Hylocereus bronxensis Britton & Rose, 1920
3. Hylocereus calcaratus (F.A.C. Weber) Britton & Rose, 1909
4. Hylocereus costaricensis (F.A.C. Weber) Britton & Rose, 1909
5. Hylocereus cubensis Britton & Rose, 1920
6. Hylocereus escuintlensis Kimnach, 1984
7. Hylocereus estebanensis Backeb., 1956
8. Hylocereus extensus (Salm-Dyck ex DC.) Britton & Rose ex L.H. Bailey, 1915
9. Hylocereus guatemalensis (Eichlam ex Weing.) Britton & Rose, 1920
10. Hylocereus intermedius Hutchison
11. Hylocereus lemairei (Hook.) Britton & Rose, 1909
12. Hylocereus megalanthus (K. Schum. ex Vaupel) Ralf Bauer, 2003
13. Hylocereus microcladus Backeb., 1942
14. Hylocereus minutiflorus Britton & Rose, 1913
15. Hylocereus monacanthus (Lem.) Britton & Rose, 1920
16. Hylocereus napoleonis (Graham) Britton & Rose, 1909
17. Hylocereus ocamponis (Salm-Dyck) Britton & Rose, 1909
18. Hylocereus peruvianus Backeb., 1937
19. Hylocereus plumieri (Rol.-Goss.) Lourteig, 1991
20. Hylocereus polyrhizus (F.A.C. Weber) Britton & Rose, 1920
21. Hylocereus purpusii (Weing.) Britton & Rose, 1920
22. Hylocereus scandens (Salm-Dyck) Backeb., 1959
23. Hylocereus setaceus (Salm-Dyck) Ralf Bauer, 2003
24. Hylocereus stenopterus (F.A.C. Weber) Britton & Rose, 1909
25. Hylocereus triangularis (L.) Britton & Rose, 1909
26. Hylocereus tricae (D.R. Hunt) Ralf Bauer, 2003
27. Hylocereus tricostatus (Rol.-Goss.) Britton & Rose, 1909
28. Hylocereus trigonus (Haw.) Saff., 1909
29. Hylocereus trinitatensis (Lem. & Herment) A. Berger, 1929
30. Hylocereus undatus (Haw.) Britton & Rose, 1918
31. Hylocereus venezuelensis Britton & Rose